# دالة زيتا لهورفيتس

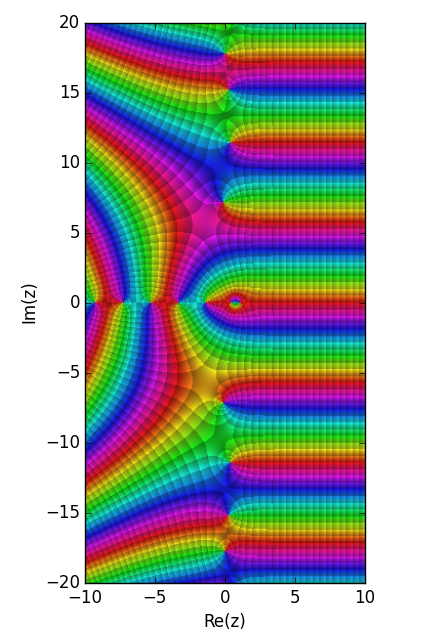

في الرياضيات، دالة زيتا لهورفيتس هي دالة من دوال زيتا.
{\displaystyle \zeta (s,q)=\sum _{n=0}^{\infty }{\frac {1}{(q+n)^{s}}}.}
سميت هذه الدالة على اسم أدولف هورفيتس.